# Пражкі
Пражкі (пол. Prażki) — село в Польщі, у гміні Бендкув Томашовського повіту Лодзинського воєводства.
Населення — 337 осіб (2011).
У 1975-1998 роках село належало до Пйотрковського воєводства.

## Демографія
Демографічна структура станом на 31 березня 2011 року:
|          | Загалом | Допрацездатний вік | Працездатний вік | Постпрацездатний вік |
| -------- | ------- | ------------------ | ---------------- | -------------------- |
| Чоловіки | 179     | 37                 | 118              | 24                   |
| Жінки    | 158     | 21                 | 89               | 48                   |
| Разом    | 337     | 58                 | 207              | 72                   |